# Berberidaceae
Famille
Classification APG III (2009)
Les Berberidaceae (ou Berbéridacées) sont une famille de plantes à fleurs dicotylédones de l'ordre des Ranunculales. Elle comprend 715 espèces réparties en 14 genres à travers le monde.
Ce sont des arbustes aux tissus colorés en jaune par la berbérine ou des plantes plus ou moins herbacées, à feuilles fréquemment transformées en épines des régions tempérées à subtropicales largement répandues dans l'hémisphère nord.
En France, on peut citer les genres :
- Berberis qui comprend l'épine-vinette et des espèces ornementales au feuillage rouge utilisées pour la réalisation de haies résistantes (épineuses). L'épine vinette a longtemps été systématiquement détruite car elle est un réservoir naturel de la rouille du blé.
- Mahonia avec le mahonia à feuilles de houx originaire d'Amérique du Nord (Oregon grape) et utilisé comme plante ornementale.
- Epimedium avec l'épimédium des Alpes qui est cependant très rare.

Les baies de certaines espèces du genre Berberis, comme Berberis aristata, sont comestibles et peuvent servir de condiment.
Selon la dernière révision de la classification phylogénétique, cette famille compte en fait 701 espèces en 18 genres dont 600 uniquement pour le genre Berberis avec 4 genres (Leontice, Bongardia, Caulophyllum, Gymnospermium) provenant de la famille des Leonticaceae, un genre Nandina anciennement famille des Nandinaceae et 8 genres Aceranthus, Achlys, Diphylleia, Dysosma, Jeffersonia, Podophyllum, Ranzania, Sinopodophyllum provenant de la famille des Podophyllaceae.

## Étymologie
Le nom vient du genre-type Berberis forme latinisée de l'arabe البُربَريس (al-burbaris) pour le Berbéris.

## Liste des sous-familles
Selon BioLib (12 décembre 2024) :
- Berberidoideae Kosteletzky
- Nandinoideae Heintze
- Podophylloideae Eaton

## Liste des genres
Selon GBIF (12 décembre 2024) :
- genre Achlys DC.
- genre Alloberberis C.C.Yu & K.F.Chung
- genre Anapodophyllum Moench, 1794
- genre Berberidiphyllum P.Dusén, 1899
- genre Berberis L.
- genre Bongardia C.A.Mey
- genre Caulophyllum Michx.
- genre Diphylleia Michx.
- genre Dysosma Woodson
- genre Epimedium L.
- genre Gymnospermium Spach
- genre Holboellia Speng, 1897
- genre Hydia
- genre Jeffersonia W.Bartram
- genre Leontice L.
- genre Leontopetalon Tourn. exAdans.,1763
- genre Mahonia Nutt.
- genre Moranothamnus C.C.Yu & K.F.Chung
- genre Nandina Thunb.
- genre Odostemum Steud.,1841
- genre Plagiorhegma Maxim.
- genre Podophyllum L.
- genre Ranzania T.Itô
- genre Sinopodophyllum T.S.Ying
- genre Vancouveria C.Mooren & Decne.
- genre Winchellia Lesqueurux, 1893

Selon Angiosperm Phylogeny Website (19 mai 2010) :
- genre Aceranthus C.Morren & Decne.
- genre Achlys DC.
- genre Berberis L.
- genre Bongardia C.A.Mey.
- genre Caulophyllum Michx.
- genre Diphylleia Michx.
- genre Dysosma Woodson
- genre Epimedium L.
- genre Gymnospermium Spach
- genre Jeffersonia Barton
- genre Leontice L.
- genre Mahonia Nutt.
- genre Nandina Thunb.
- genre Plagiorhegma Maxim.
- genre Podophyllum L.
- genre Ranzania T.Ito
- genre Sinopodophyllum T.S.Ying
- genre Vancouveria C.Morren & Decne.